# Буфало (Кентаки)
Буфало (енгл. Buffalo) насељено је место без административног статуса у америчкој савезној држави Кентаки.

## Демографија
По попису из 2010. године број становника је 498.
| Група             | 2000.    | 2010.       |
| Белци             | 0 (0,0%) | 462 (92,8%) |
| Афроамериканци    | 0 (0,0%) | 21 (4,2%)   |
| Азијати           | 0 (0,0%) | 1 (0,2%)    |
| Хиспаноамериканци | 0 (0,0%) | 10 (2,0%)   |
| Укупно            | 0        | 498         |